# Lytocaryum hoehnei
Lytocaryum hoehnei là loài thực vật có hoa thuộc họ Arecaceae. Loài này được (Burret) Toledo mô tả khoa học đầu tiên năm 1944.